# Сопків Олександр Васильович
Олександр Васильович Сопків (нар. 21 серпня 1975) — український футболіст, що грав на позиції захисника та півзахисника. Відомий за виступами насамперед у складі команди вищої української ліги «Прикарпаття» з Івано-Франківська.

## Клубна кар'єра
Олександр Сопків розпочав виступи на футбольних полях у 1993 році в складі команди першої української ліги, проте зіграв у її складі лише 2 матчі. У середині цього року Сопків став гравцем команди перехідної ліги «Хутровик» з Тисмениці, а з 1995 рокуграв у її складі вже в другій українській лізі. У сезоні 1997—1998 років футболіст грав у складі команди першої ліги ЦСКА-2. У 1998 році Олександр Сопків знову став гравцем івано-франківського «Прикарпаття», яке на той час грало у вищій українській лізі, цього разу зіграв у складі івано-франківської команди 8 матчів, ще 2 матчі зіграв у складі фарм-клубу івано-франківців «Калуш». На початку 1999 року Сопків став гравцем команди другої ліги «Енергетик» з Бурштина, в якій грав до 2001 року. У 2001 році футболіст повернувся до складу «Прикарпаття», яке на той грало в першій лізі. У 2002 році Олександр Сопків повернувся до бурштинського «Енергетика», проте на початку 2003 року став гравцем калуської команди другої ліги, яка на той час мала назву «Лукор». З 2004 до 2007 року Олександр Сопків грав у складі аматорських команд «Тепловик» з Івано-Франківська та «Цементник» (Ямниця), після чого завершив виступи на футбольних полях.